# 道德运气
道德運氣（英語：Moral luck），是指人的行為因為自己無法控制的因素而導致不同的後果，但卻因此受到不同道德評價的現象。例如兩名嘗試救援溺水者的人，一人因救人成功而受到正面的稱讚，另一人因救人失敗未受到稱許，儘管兩人行為的動機一致，卻因行為的結果不同而受到不同的道德評價。 該詞彙由英國哲學家伯纳德·威廉姆斯所提出。